# Gualberto Villarroel
Gualberto Villarroel López (Muela (hoy Villa Rivero)-Cochabamba, 15 de diciembre de 1908-La Paz, Bolivia, 21 de julio de 1946) fue un militar, político boliviano. Ocupó el mando del gobierno de Bolivia como presidente de la Junta Militar de Gobierno (1943-1944), luego como presidente provisorio de la República (1944-1945) y luego presidente constitucional de la misma (1945-1946).
Un reformista, muchas veces evaluado por sus simpatías con las mayorías indígenas. Sobre todo es recordado por su trágica muerte, el día que una turba lo depuso del poder, asesinándolo y luego colgando públicamente su cadáver.

## Biografía

### Primeros años
Gualberto Villarroel nació en la localidad de Muela (hoy Villa Rivero) de la provincia de Punata en el departamento de Cochabamba, el 15 de diciembre de 1908. Comenzó sus estudios escolares en 1913 en la Escuela Militar de Guerra, donde destacó por su afición al estudio, especialmente de las matemáticas. Saliendo bachiller en 1924 en su localidad natal.
Continuó con sus estudios profesionales, ingresando en 1925 al Colegio Militar del Ejército (COLMIL) y egresando con el grado de subteniente de ejército en 1928. En 1931 ascendió al grado de teniente.

### Participación en la guerra del Chaco
Al igual que muchos militares de su generación, Gualberto Villarroel combatió en la Guerra del Chaco. Inicialmente estuvo desempeñándose como jefe de claves con asiento en la ciudad de Villamontes. Pero luego, ingresó a formar parte del Regimiento de Infantería 8 "Ayacucho" en donde participó en las batallas de Cañada Strongest, Huirapitindi e Ibibobo. También estuvo en la Defensa final de Villamontes. Al finalizar la guerra fue considerado un héroe nacional y ascendido al grado de capitán en 1935.
Después de la crisis económica boliviana, apoyó la dictadura militar de David Toro Ruilova y Germán Busch Becerra (1936-1939).
Después del suicidio del coronel Busch en agosto de 1939, el partido ligado a los intereses mineros (conocidos como La Rosca) triunfó en las urnas con el general Enrique Peñaranda. Villarroel era parte de los más jóvenes oficiales militares que habían dado apoyo a Busch y a Toro en Bolivia.

## Presidente de Bolivia

Retrato de Villarroel como presidente

Gualberto Villarroel accedió a la presidencia de Bolivia a sus 35 años de edad, convirtiéndose de esa manera en uno de los presidentes más jóvenes en la historia de Bolivia (junto a Antonio José de Sucre, Jorge Córdova y Germán Busch Becerra).
El 20 de diciembre de 1943, el mayor Gualberto Villarroel lideró un golpe de Estado contra el presidente Peñaranda, y se convirtió de facto en el presidente de Bolivia. Colocó como su ministro de Gobierno al general Alfredo Pacheco Iturri. 
Promulgó un número de reformas profundas, incluidas el reconocimiento a los sindicatos y el derecho a pensión y al retiro voluntario. 

### Primer Congreso Indigenal de Bolivia
En 1945 convocó al Primer Congreso Indigenal de Bolivia, coordinado por Roberto Hinojosa, al que asistieron alrededor de 1200 representantes indígenas acompañados de sus familias,  fue el primer evento de este tipo en la historia de América Latina, e instituyó reformas sociales como:
- Prohibición de los servicios de pongueaje y mitanaje.
- Prohibición de los trabajos personales en forma gratuita.
- Abolición de los trabajos y diezmos.
- Otorgación de tierras a favor de los indígenas.
- Obligación de los patrones de implementar escuelas para la educación de los hijos de los indígenas que trabajan la tierra.
- Leyes y autoridades para la protección del indio.

Estas reformas propuestas por el Congreso fueron convertidas en normativa por Villarroel a través del D.S. 318 del 15 de mayo de 1945, aunque fueron modificadas o abolidas en gobiernos posteriores.
En virtud de la promulgación de la nueva Constitución de 1945, fue elegido presidente constitucional para un período de 6 años.
Fundó el movimiento nacionalista-militar Razón de Patria, RADEPA.
En el frente internacional, Villarroel encontró formidables obstáculos, por la reticencia del gobierno de Estados Unidos en reconocerle como presidente de Bolivia, debido a que en su gabinete se encontraban partidarios del MNR, partido que en ese entonces era considerado por algunos como simpatizante nazi.[cita requerida]

## Asesinato

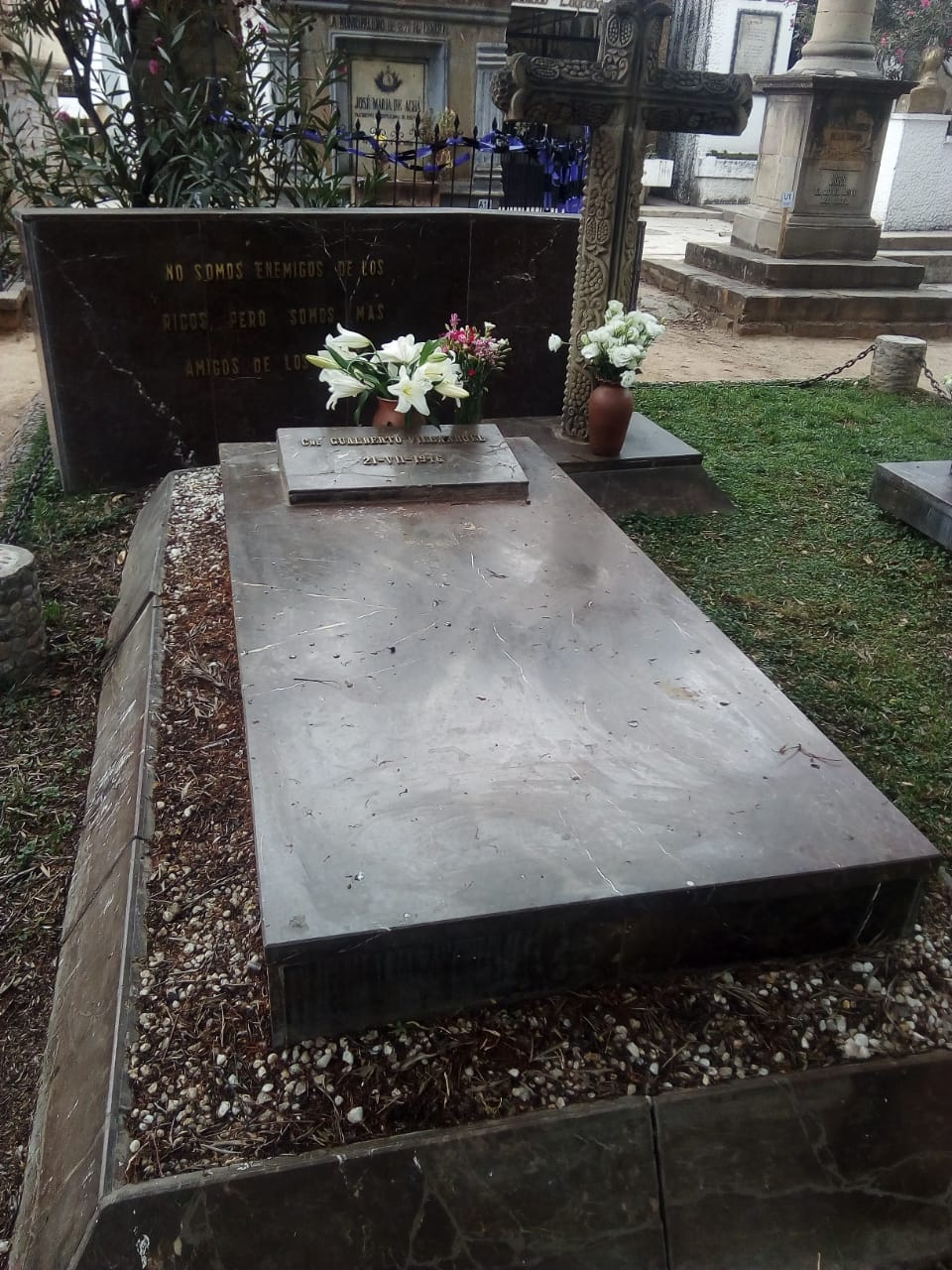
Tumba de Villarroel en el Cementerio General de Cochabamba.

La falta de recursos económicos agravó la inflación y el paro obrero. Esta situación desembocó en la revuelta popular del 21 de julio de 1946, el cual sería posteriormente se descubriría que fue un golpe de Estado, debido al malestar generado en la población por los fusilamientos y ejecuciones sumarias sin juicios realizados en su gobierno,  Villarroel fue derrocado por una turba, que lo sacó del Palacio de Gobierno para posteriormente arrastrarlo por la plaza mientras era apuñalado y golpeado cruelmente, y una vez muerto se lo colgó en la plaza Murillo, en La Paz junto con tres de sus colaboradores: Luis Uría de la Oliva (su secretario privado), el capitán Waldo Ballivián (su edecán) y Roberto Hinojosa (director del periódico Cumbre).
Se le recuerda por la frase:

No soy enemigo de los ricos, pero soy más amigo de los pobres.
Gualberto Villarroel

Villarroel fue enterrado en el Cementerio General de Cochabamba y en 1952 fue declarado Mártir de la Revolución Nacional, así como todos los caídos el día de su asesinato, mediante Decreto Supremo  No° 3127 del 21 de julio de 1952.

## Homenajes
Un importante espacio público de la ciudad de La Paz, la Plaza Villarroel, lleva su nombre, en la misma se encuentra el Monumento a la Revolución que exhibe un cenotafio en su honor junto al de Germán Busch y dos urnas con los restos de Juan José Torres y Juan Lechín Oquendo.